# Alexander Dereven
Alexander Dereven (Toliatti, 26 de marzo de 1992) es un exjugador de balonmano ruso que jugaba de lateral izquierdo. Fue un componente de la selección de balonmano de Rusia.

## Palmarés

### Chejovskie Medvedi
- Liga de Rusia de balonmano (3): 2013, 2014, 2015
- Copa de Rusia de balonmano (2): 2013, 2015

### Vardar
- Liga de Macedonia de balonmano (2): 2016, 2017
- Copa de Macedonia de balonmano (2): 2016, 2017
- Liga SEHA (1): 2017
- Liga de Campeones de la EHF (1): 2017

## Clubes
- Chejovskie Medvedi (2012-2015)
- RK Vardar (2015-2017)
- Spartak de Moscú (2017-2021)